# Авазматов, Кучкар
Кучкар Авазматов (1909, Кургантепа, Ферганская область — 29 декабря 1990) — советский хозяйственный, государственный и политический деятель, Герой Социалистического Труда.

## Биография
Родился в 1909 году в селе Кургантепа. Член КПСС.
С 1926 года — на хозяйственной, общественной и политической работе. В 1926—1971 гг. — крестьянин, агроном в Джлалкудукском районе, директор машинно-тракторной станции, заместитель заведующего райземотделом, участник Великой Отечественной войны, директор машинно-тракторной станции в Балыкчинском районе, заместитель заведующего хлопководством Андижанского облисполкома, на ответственных должностях в сельском хозяйстве Кургантепинского района, первый секретарь Кургантепинского райкома КП Узбекистана.
Указом Президиума Верховного Совета СССР от 1 марта 1965 года присвоено звание Героя Социалистического Труда с вручением ордена Ленина и золотой медали «Серп и Молот».
Избирался депутатом Верховного Совета Узбекской ССР 7-го созыва.
Умер в 1990 году.